# Phoenix (album Zebrahead)
Phoenix – siódmy album studyjny amerykańskiego poppunkowego zespołu Zebrahead wydany w 2008 roku. Wydany przez Sony Music Entertainment, następca Broadcast to the World. Mental Health, pierwszy singiel z płyty wydano miesiąc przed japońską premierą całego albumu. Autorem okładki albumu jest Shawn Harris, wokalista zespołu The Matches.

## Lista utworów
1. "HMP" – 3:03
2. "Hell Yeah!" – 3:38
3. "Just the Tip" – 3:18
4. "Mental Health" – 3:15
5. "The Juggernauts" – 4:00
6. "Death By Disco" – 3:25
7. "Be Careful What You Wish For" – 3:13
8. "Morse Code for Suckers" – 3:51
9. "Ignite" – 3:28
10. "Mike Dexter Is a God, Mike Dexter Is a Role Model, Mike Dexter Is an Asshole" – 3:38
11. "The Junkie and the Halo" – 3:30
12. "Brixton" – 3:09
13. "Hit the Ground" – 3:22
14. "Two Wrongs Don’t Make a Right, But Three Rights Make a Left" – 3:34
15. "All for None and None for All" – 3:18
16. "Sorry, But Your Friends are Hot" – 3:48
17. "The Art of Breaking Up" – 3:19 (tylko w Japonii)
18. "We're Not a Cover Band, We're a Tribute Band" – 3:48 (tylko w Japonii)

## Ciekawostki
- "Mike Dexter Is a God, Mike Dexter Is a Role Model, Mike Dexter Is an Asshole" to cytat z filmu Szalona impreza.
- "We're Not a Cover Band, We're a Tribute Band" nawiązuje do utworów z gry Guitar Hero III: Legends of Rock:

"Welcome to the Jungle",
"Holiday in Cambodia",
"Knights of Cydonia",
"Bulls on Parade",
"Anarchy in the U.K.",
"Cities on Flame with Rock and Roll",
"My Name Is Jonas",
"Rock You Like a Hurricane",
"Cherub Rock",
"La Grange",
"Mississippi Queen",
"Talk Dirty to Me",
"Story of My Life",
"Rock and Roll All Nite",
"Hit Me With Your Best Shot",
"Sabotage",
"The Devil Went Down to Georgia",
"Pride and Joy",
"Barracuda",
"Raining Blood",
"Cult of Personality",
"The Number of the Beast",
"One".

## Twórcy
- Matty Lewis – gitara rytmiczna, śpiew
- Ali Tabatabaee – śpiew
- Greg Bergdorf – gitara prowadząca
- Ben Osmundson – gitara basowa
- Ed Udhus – perkusja

## Pozycje na listach przebojów
| Lista           | Najwyższa pozycja |
| --------------- | ----------------- |
| Top Heatseekers | 30                |
| Oricon          | 10                |